# Super MOD

凱擘Super MOD商標

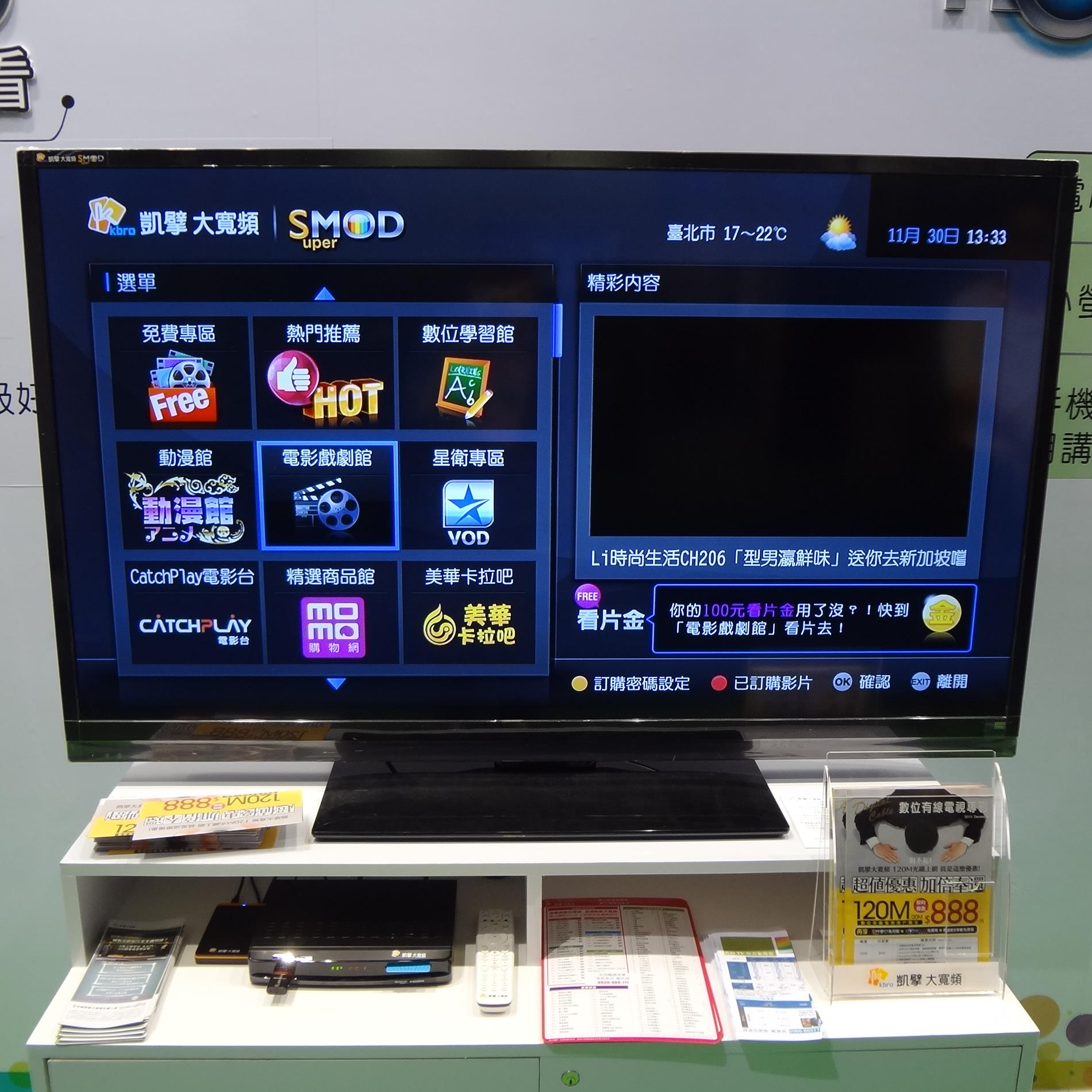
凱擘在2013年資訊月展示的Super MOD

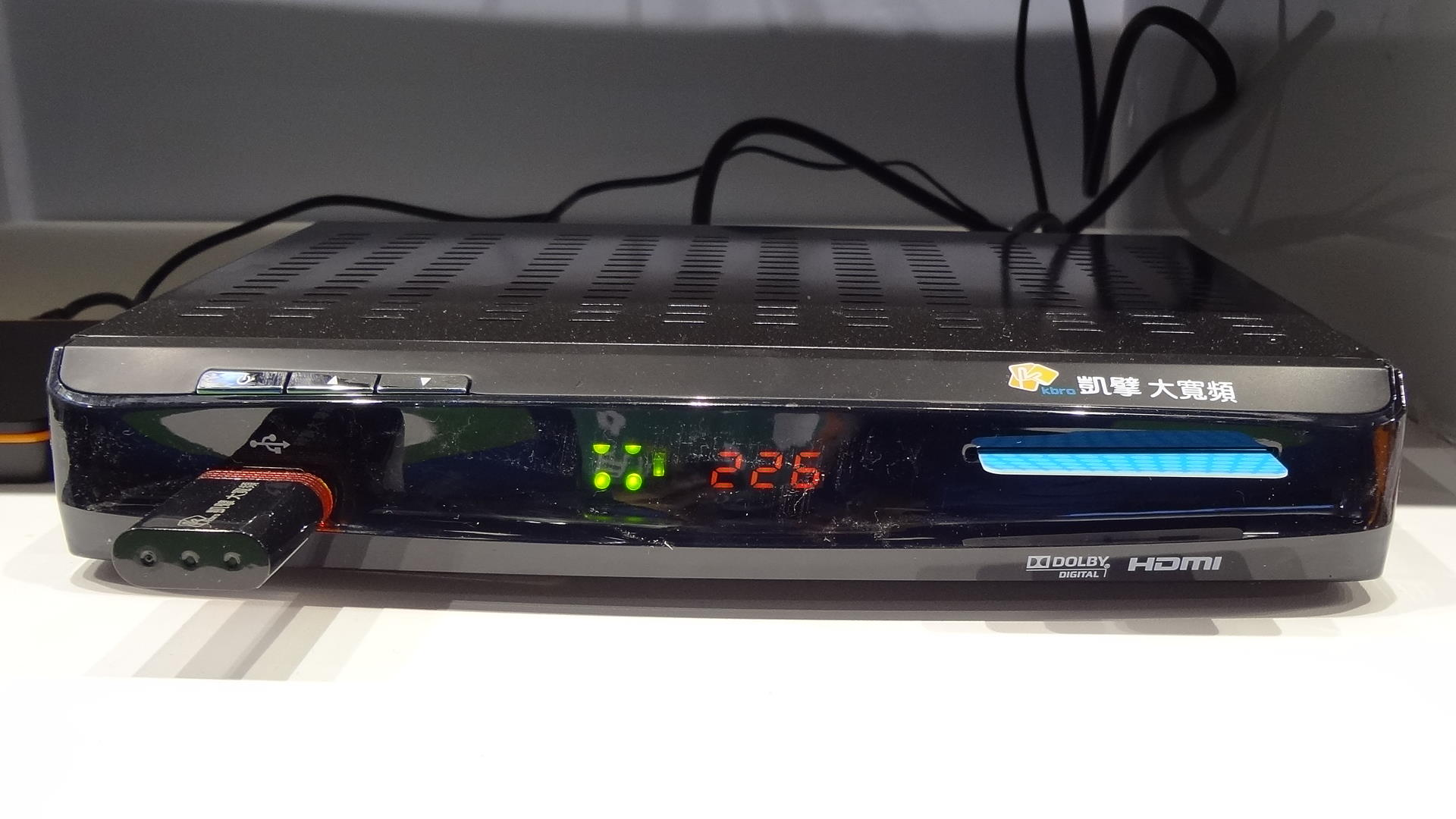
凱擘在2013年資訊月展示的Super MOD機上盒

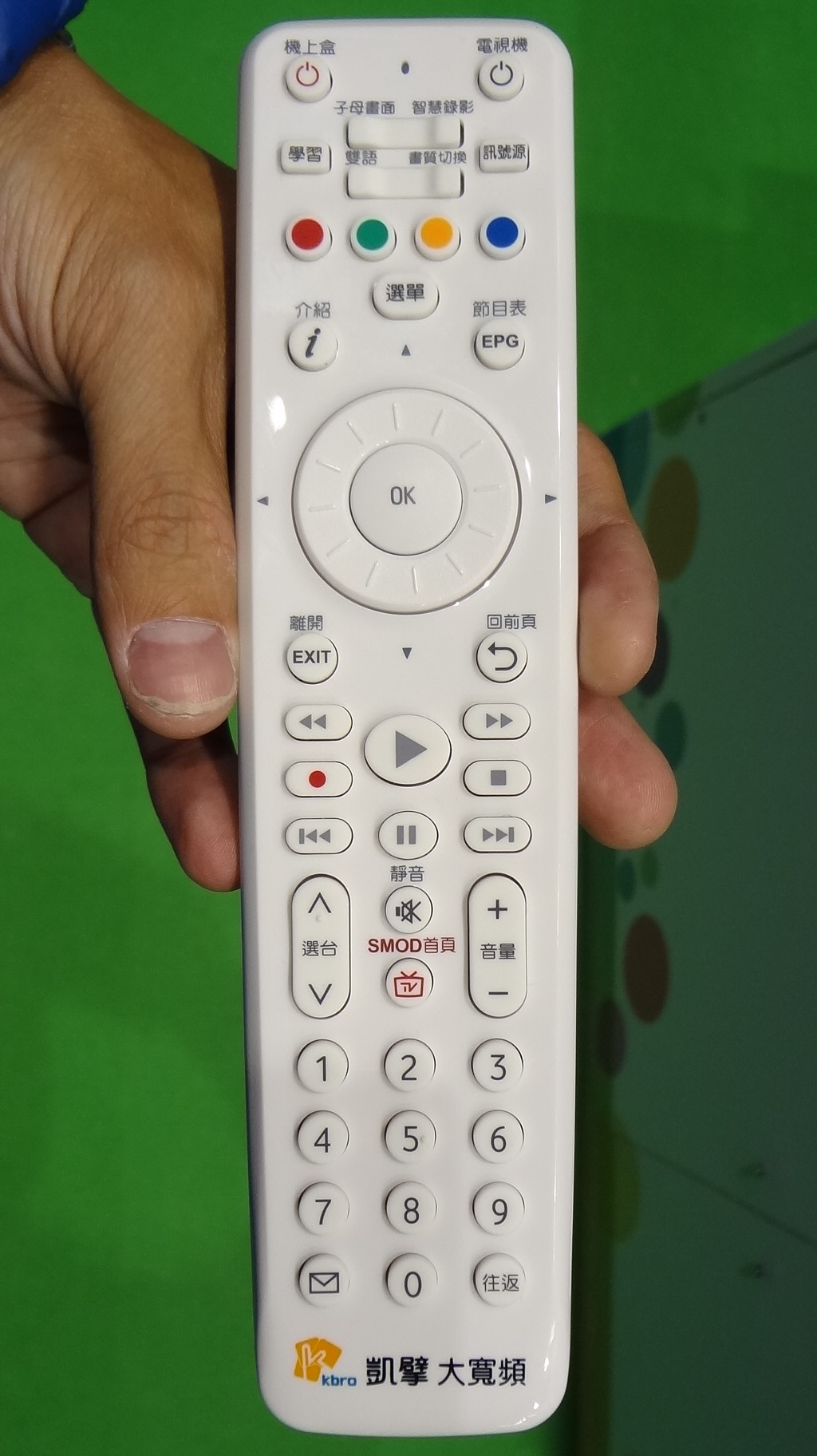
凱擘在2013年資訊月展示的Super MOD機上盒遙控器

Super MOD（Super Multimedia on Demand，縮寫：SMOD），是富邦集團旗下凱擘大寬頻於2012年9月5日所推出的一種多媒體平台IPTV服務，內容結合了隨選視訊、網路電視和聯網電視，是凱擘為與中華電信MOD抗衡所推出的新服務。

## 適用對象
用戶須同時租用凱擘大寬頻有線電視、光纖上網與數位電視三項服務，方可使用SMOD。

## 特色
- 與壹網樂合作，將壹網樂影院納入SMOD的隨選視訊內(此合作方案到2012年10月31日止)[3]。
- 提供額外的10Mbps（页面存档备份，存于）專屬頻寬供SMOD使用。
- 提供19個高畫質頻道收視，預計於2012年年底前擴充為25個高畫質頻道。

## 外部連結
- Super MOD